# Вэньчэн
Вэньчэ́н (кит. упр. 文成, пиньинь Wénchéng) — уезд городского округа Вэньчжоу провинции Чжэцзян (КНР).

## История
Уезд был создан в 1946 году; в качестве названия уезда было взято посмертное имя родившегося здесь в XIV веке знаменитого государственного деятеля Лю Цзи.
После образования КНР в 1949 году был создан Специальный район Вэньчжоу (温州专区), и уезд вошёл в его состав. В 1958 году уезд Вэньчэн был присоединён к уезду Жуйань, но в 1961 году он был воссоздан.
В 1973 году Специальный район Вэньчжоу был переименован в Округ Вэньчжоу (温州地区).
В 1981 году город Вэньчжоу и округ Вэньчжоу были объединены в городской округ Вэньчжоу.

## Административное деление
Уезд делится на 9 посёлков и 1 национальную волость.